# International Table Soccer Federation
La International Table Soccer Federation (ITSF), è stata fondata nell'agosto del 2002 e conta 50 nazioni affiliate. La sede si trova a Nantes, in Francia, e gli obiettivi principali sono promuovere lo sport del Calcio balilla e stabilirne le regole. Il primo Campionato del mondo Itsf si è svolto nel novembre 2004 in Italia, in Valle d'Aosta. Hanno partecipato circa 80 giocatori provenienti da 20 nazioni e il titolo è stato conquistato dal belga Frederic Collignon. Nel maggio 2006, l'ITSF ha organizzato la prima Coppa del mondo delle nazioni ad Amburgo, in Germania, dove, per la prima volta, i giocatori hanno dovuto sfidarsi su tutti i tipi di tavoli ufficiali.

## Competizioni
L'ITSF ora organizza eventi internazionali tra i quali l'annuale World Cup e World Championships. La World Cup era inizialmente prevista in concomitanza con la FIFA World Cup, ma dal gennaio del 2009 è stata eseguita con cadenza annuale.  
Nel 2006 - la prima edizione della Coppa del Mondo ITSF - Austria, Germania e Belgio presero rispettivamente l'oro, l'argento e il bronzo.
Nella World Cup i giocatori sono divisi in categorie:
- Disabled Doubles (gli atleti paralimpici, sia uomini che donne, si sfidano a coppie)
- Men's Doubles (Doppio maschile)
- Women's Doubles (Doppio femminile)
- Junior Doubles (Doppio under 18)
- Senior Doubles (comprende gli atleti over 50)
- Men's Singles (Singolo maschile)
- Women's Singles (Singolo femminile)
- Junior Singles (Singolo under 18)
- Senior Singles (Singolo over 50)

## Campioni Internazionali World Cup
Le medaglie d'oro assegnate nelle varie categorie della ITSF World Cup 2011:
- Fabio Cassanelli (ITA) - Francesco Bonanno (ITA) - Categoria Disabled Doubles
- Tom Yore (USA) – Brandon Moreland (USA) - Categoria Men's Doubles
- Agnieszka Rutowska (POL) – Agata Cwiakala (POL) - Categoria Women's Doubles
- Emil Savery (DEN) – Jonathan Juel (DEN) - Categoria Junior Doubles
- Steve Corioso (USA) – Steve Mori (USA) - Categoria Senior Doubles
- Frédéric Collignon (BEL) - Categoria Men's Singles
- Sandra Ranff (GER) - Categoria Women's Singles
- Mateusz Fudala (POL) - Categoria Junior Singles
- Ulrich Stoepel (GER) - Categoria Senior Singles